# The Verdict (film, 1946)
Pour les articles homonymes, voir Verdict (homonymie).
The Verdict est un film américain réalisé par Don Siegel, sorti en 1946.
Le film est une adaptation du roman « Le Mystère de Big Bow » (The Big Bow Mystery) d'Israel Zangwill, paru initialement en feuilleton dans le magazine London Star en 1891, et édité l'année suivante en volume aux éditions Henry & Co.

## Synopsis
George Edward Grodman est le chef respecté de Scotland Yard, bien que ses méthodes semblent dépassées pour ses collègues. À la suite d'une de ses enquêtes, un innocent est exécuté. John R. Buckley, qui convoite le poste, s'arrange pour que Grodman soit destitué. Lorsque ce dernier est renvoyé, il décide de se venger. Avec l'aide d'une de ses connaissances, Victor Emmric, artiste aux goûts étranges, il va monter une mise en scène qui va tourner au drame...

## Fiche technique
- Réalisateur : Don Siegel
- Assistant réalisateur : Elmer Decker
- Scénario : Peter Milne, d'après le roman « Le Mystère de Big Bow » (The Big Bow Mystery) d'Israel Zangwill
- Photographie : Ernest Haller, Robert Burks
- Montage : Thomas Reilly
- Musique originale : Frederick Hollander
- Direction artistique : Ted Smith
- Décors : G.W. Berntsen, Jack McConaghy
- Son : C.A. Riggs
- Producteur : William Jacobs
- Producteur exécutif : Jack L. Warner
- Directeur de production : Don Alvarado
- Société de Production : Warner Bros. Pictures
- Pays de production :  États-Unis
- Langue : Anglais
- Format : Noir et blanc — 35 mm — 1,37:1 — Son : Mono (RCA Sound System)
- Genre : Film dramatique, Film policier,  Thriller, Film noir
- Durée : 86 minutes
- Date de sortie : 
  - États-Unis : 23 novembre 1946

## Distribution
Acteurs crédités
- Sydney Greenstreet : Supt. George Edward Grodman
- Peter Lorre : Victor Emmric
- Joan Lorring : Lottie Rawson
- George Coulouris : Supt. John R. Buckley
- Rosalind Ivan : Mrs. Vicky Benson
- Paul Cavanagh : Clive Russell
- Arthur Shields : Rev. Holbrook
- Morton Lowry : Arthur Kendall
- Holmes Herbert : Sir William Dawson
- Art Foster :  PC Warren
- Clyde Cook : Barney Cole

Acteurs non crédités
Liste partielle
- Jimmy Aubrey : Newsboy
- Billy Bletcher : Le fossoyeur
- Creighton Hale : Reporter
- Paul Scardon : Sexton
- Leo White : Cabbie
- Ian Wolfe : Jury Foreman